# Sissy Wish
Sissy Wish, pseudonimo di Siri Wålberg (Oppegård, 17 ottobre 1980), è una cantante norvegese.

## Biografia
Sissy Wish è salita alla ribalta nel 2003 vincendo il festival musicale by:Larm con il brano The Six Feet Tall. L'anno successivo il suo album di debutto You May Breathe... ha debuttato alla 7ª posizione della classifica norvegese, arrivando a vedere 10 000 copie in tre mesi. L'album ha fruttato alla cantante il premio Spellemann all'artista femminile dell'anno, il principale riconoscimento musicale norvegese.
Nel 2005 è uscito il secondo album della cantante, Tuning In; anch'esso ha raggiunto la 7ª posizione in classifica. Nel 2007 Sissy Wish è stata nuovamente candidata agli Spellemann per l'artista femminile dell'anno con il suo terzo disco Beauties Never Die, che si è fermato al 28º posto nella top forty nazionale.

## Discografia

### Album
- 2004 – You May Breathe...
- 2005 – Tuning In
- 2007 – Beauties Never Die
- 2013 – Happy Monster

### EP
- 2003 – The Six Feet Tall EP

### Singoli
- 2003 – The Six Feet Tall
- 2003 – Annoying
- 2005 – About a Machine
- 2005 – Fire Walk with Me
- 2007 – Table 44
- 2007 – DTWS/Oklahoma
- 2011 – Dance All Night with You
- 2011 – Your Bro
- 2012 – She's a Star